# فرودگاه اینیشر
فرودگاه اینیشر (به انگلیسی: Inisheer Aerodrome) (به زبان بومی: Inisheer Airport) یک فرودگاه خصوصی با کد یاتا INQ است که یک باند فرود آسفالت دارد و طول باند آن ۵۲۰ متر است. این فرودگاه در کشور ایرلند قرار دارد و در ارتفاع ۱۳ متری از سطح دریا واقع شده‌است.

## شرکت‌های هواپیمایی و مقصدهای پروازی
| شرکت‌های هواپیمایی | مقصدهای پروازی                    |
| ----------------- | --------------------------------- |
| ائر آران آیلندز   | کانمارا (PSO), اینیشمان، اینیشمور |